# Herman Ole Johannes Krag
Pour les articles homonymes, voir Krag (homonymie).
Né en 1837, Herman Ole Johannes Krag, capitaine dans l'armée norvégienne est directeur de la Fabrique d'armes de Kongsberg (fabrique d'armes du gouvernement).
Il poursuit  le développement d'armes légères à partir de 1866. Peu satisfait avec le magasin tubulaire du fusil Jarmann 1884 (en) et de son prédécesseur, le Krag-Petersson (en), il participe à la mise au point du Krag-Jørgensen.
Il meurt en 1916.